# Spider-Man : Aux frontières du temps
Spider-Man : Aux frontières du temps (Spider-Man: Edge of Time) est un jeu vidéo d'action développé par Beenox Studios et édité par Activision en 2011 sur PS3, Xbox 360, Wii et Nintendo 3DS. Parallèlement, Other Ocean Interactive a développé une version sur Nintendo DS.

## Synopsis
Spider-Man meurt de façon prématurée, tué par Anti Venom. Miguel O'Hara, le Spiderman 2099, le sauve et découvre que c'est le coup de Walker Slaon qui veut voyager dans le passé pour y reconstruire Alchemax. Peter Parker y travaille au lieu de Daily Bugle. Miguel O'Hara prévient Peter Parker de sa mort. Il découvre que les actions dans le monde "Amazing" affectent le monde "2099".
Puis surgissent les 10 méchants qui se disperseront en 5 dans un monde et les 5 autres dans l'autre monde. Après une fusion Anti Venom se transforme dans l'atrocité.

## Système de jeu

### Personnages
| Liste de personnages jouables |
| --- |
| - Peter Parker / Spider-Man : héros jouable - Le PDG : Le PDG d'Alchemax n'est autre que Peter Parker, toujours vivant en 2099 car rendu immortel grâce à un sérum. - Miguel O'Hara / Spider-Man 2099 : héros jouable - Anti-Venom : manipulé par Sloan et Octavius, il est censé tuer Spider-Man. - La Chatte Noire 2099 Un clone de la vraie Chatte Noire et le chat de garde d'Alchemax. - J. Jonah Jameson : fervent détracteur de l'Araignée et employeur de Peter Parker dans le présent "normal". - L'Atrocité : Une fusion de Walker Sloan, Otto Octavius et Anti-Venom. - Mary Jane Parker : compagne du héros principal, sa vie est mise en péril lors du bouleversement temporel. - Dr Walker Sloan : scientifique de 2099, il veut conquérir Alchemax et entre dans notre époque pour faire du Daily Bugle sa propre société: Alchemax. - Dr Otto Octavius : Il est engagé par Sloan au bon moment et réussit à éviter une explosion (qui aurait dû le transformer en Dr Octopus). |

## Accueil
- Jeuxvideo.com : 12/20 (PS3/X360)[1] - 9/20 (Wii)[2] - 11/20 (3DS)[3] - 6/20 (DS)[4]